# Dumriya
Dumriya – gaun wikas samiti w środkowej części Nepalu  w strefie Narajani w dystrykcie Rautahat. Według nepalskiego spisu powszechnego z 2001 roku liczył on 580 gospodarstw domowych i 3648 mieszkańców (1734 kobiet i 1914 mężczyzn).